# Bradu
Bradu là một xã thuộc hạt Argeș, România. Dân số thời điểm năm 2002 là 5158 người.